# Jacob Algera

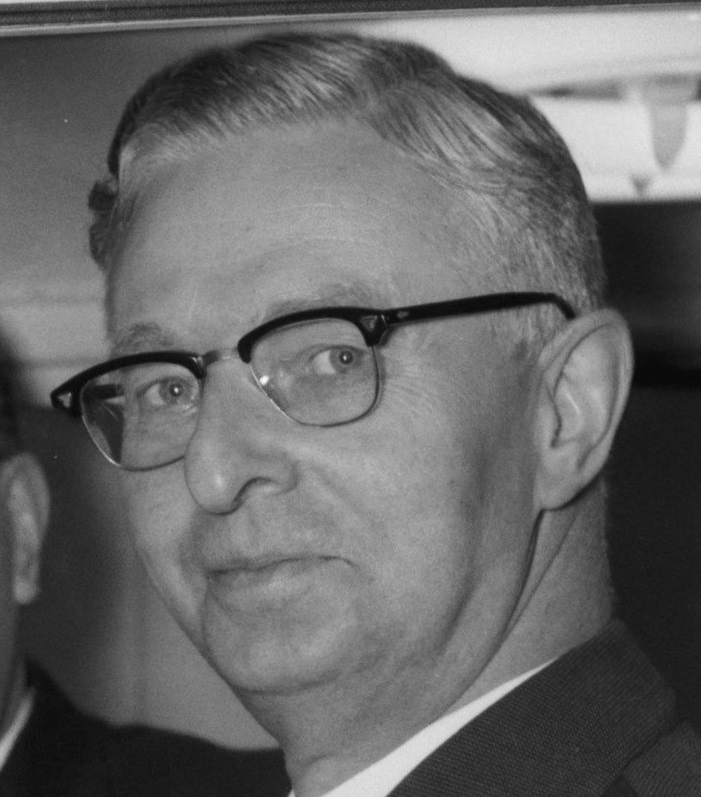
Jacob Algera (1958)

Jacob Algera (* 28. März 1902 in Wirdum, Provinz Friesland; † 8. Dezember 1966 in Den Haag) war ein niederländischer Politiker der Anti-Revolutionären Partei ARP (Anti-Revolutionaire Partij), der unter anderem zwischen 1937 und 1952 und erneut 1956 Mitglied der Zweiten Kammer der Generalstaaten (Tweede Kamer der Staten-Generaal) und Mitglied des Untersuchungsausschusses zur Regierungspolitik während der deutschen Besetzung der Niederlande (1940 bis 1945) war. Er fungierte im Kabinett Drees II zwischen 1952 und 1958 als Minister für Verkehr und Wasserwirtschaft und berief nach der Flutkatastrophe von 1953 die Delta-Kommission ein, die für die planerischen Vorarbeiten zur Verstärkung der Deiche an der Küste von Zeeuws Vlaanderen und Zuid-Holland und die Ausarbeitung des Delta-Plans verantwortlich war. Zum Ende seiner Amtszeit als Minister wurde 1958 das Delta-Gesetz verabschiedet, mit dem der Delta-Plan zur Erhöhung von Deichen und zur Absperrung der Flussmündungen in den Provinzen Zeeland und Zuid-Holland umgesetzt wurde. Zuletzt war er von 1958 bis zu seinem Tode 1966 Mitglied des Staatsrates (Raad van State).

## Leben

### Mitglied der Zweiten Kammer, Verhaftung und Internierung im Zweiten Weltkrieg
Jacob Algera absolvierte ein Studium der Rechtswissenschaften an der Reichsuniversität Groningen und wurde für die Anti-Revolutionäre Partei ARP (Anti-Revolutionaire Partij) am 21. September 1937 erstmals zum Mitglied der Zweiten Kammer der Generalstaaten (Tweede Kamer der Staten-Generaal) gewählt, der er bis 2. September 1952 angehörte. Allerdings wurde seine Abgeordnetentätigkeit während der deutschen Besetzung der Niederlande im Zweiten Weltkrieg unterbrochen, nachdem er wegen seiner politischen Aktivitäten verhaftet wurde. Er befand sich daraufhin vom 30. Juni bis 21. August 1941 zunächst im Durchgangslager in Schoorl und war im Anschluss zwischen dem 22. August und dem 15. November 1941 im KZ Buchenwald interniert. Nachdem er sich vom 16. November 1941 bis zum 11. Mai 1942 im Geisellager Haaren befand, war er zuletzt zwischen dem 11. Mai und dem 18. Dezember 1942 im Geisellager Sint-Michielsgestel interniert.
Nach Ende des Zweiten Weltkrieges nahm Algera seine Abgeordnetentätigkeit wieder auf und war zwischen dem 15. April 1945 und dem 16. März 1946 zugleich kommissarischer Bürgermeister von Leeuwarden. Danach war er vom 18. Juni 1946 bis zum 2. September 1952 Mitglied der Gedeputeerde Staten, der Regierung der Zeeland, und als solches zuständig für Regionalpläne, Bibliotheksdienste, Kultur und Denkmalpflege. 1947 war er Sprecher der Minderheit des parlamentarischen Untersuchungsausschusses zur Regierungspolitik 1940–1945, der die Auskunftserteilung über die Beratungen im Ministerrat einschränken wollte, sowie Sprecher für Inneres und Wasserwirtschaft der ARP-Fraktion.

### Minister für Verkehr und Wasserwirtschaft, Flutkatastrophe 1953 und Delta-Plan

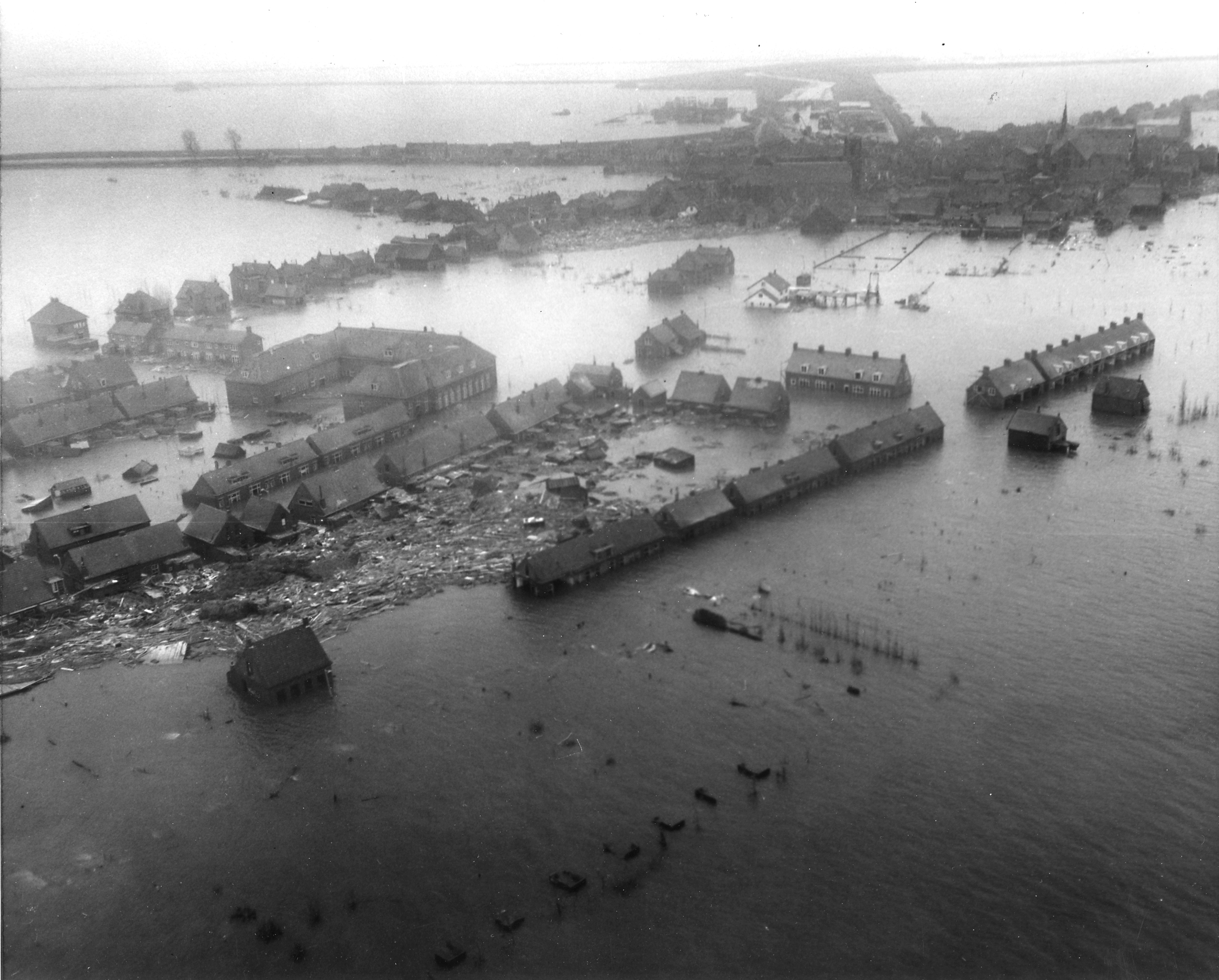
Blick über das überflutete Oude-Tonge auf Goeree-Overflakkee

Am 2. September 1952 übernahm er im Kabinett Drees II das Amt als Minister für Verkehr und Wasserwirtschaft (Minister van Verkeer en Waterstaat) und bekleidete dieses Amt vom 13. Oktober 1956 bis 22. Dezember 1958 auch im Kabinett Drees III. Während seiner Amtszeit kam es zur Flutkatastrophe von 1953, nach deren Ende er die Delta-Kommission einberief, die für die planerischen Vorarbeiten zur Verstärkung der Deiche an der Küste von Zeeuws Vlaanderen und Zuid-Holland und die Ausarbeitung des Delta-Plans verantwortlich war.
Als Zweitplatzierter auf der Liste der Anti-Revolutionaire Partij wurde er am 3. Juli 1956 erneut Mitglied der Zweiten Kammer der Generalstaaten, der er bis zum 3. Oktober 1956 angehörte. 1957 wurde aufgrund der finanziellen und wirtschaftlichen Lage beschlossen, auf staatliche Unterstützung für den Bau des IJtunnels und Coentunnels in Amsterdam zu verzichten. 1958 veröffentlichte er einen nationalen Straßenplan, der unter anderem den Bau des Rijksweg 4 zwischen Den Haag und Amsterdam mit einem Aquädukt unter der Ringvaart des Haarlemmermeerpolders vorsah. 1958 legte er das Gesetz gegen die Ölverschmutzung von Meerwasser (Wet olieverontreiniging zeewater), welches einen am 12. Mai 1954 in London geschlossenen internationalen Vertrag umsetzte.

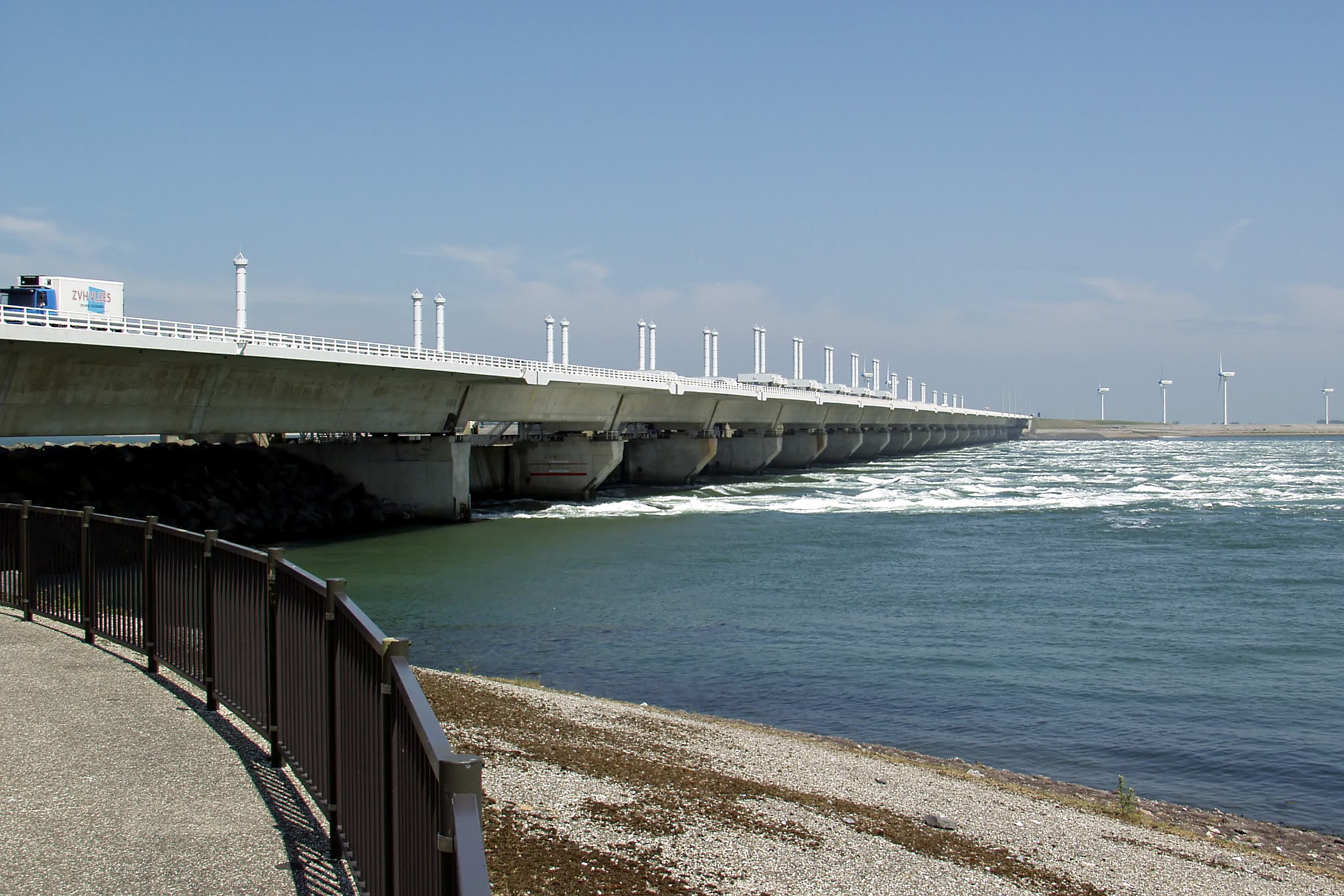
Oosterschelde-Sturmflutwehr, das größte Projekt des Delta-Plans

1958 erstellte er zusammen mit Finanzminister Henk Hofstra das Delta-Gesetz (Deltawet), mit dem ein Delta-Plan umgesetzt wurde, der 1955 von der Delta-Kommission ausgearbeitet und als Gesetzentwurf den Generalstaaten vorgelegt worden war. Dieser Plan bestand darin, die Flussmündungen zwischen der Westerschelde und der Rotterdamer Wasserstraße zu sperren und die Hochwasserbarrieren entlang der Küste zu verstärken, um das Land vor Sturmfluten zu schützen. Der Plan sah außerdem die Realisierung neuer Straßenverbindungen von Rotterdam nach Antwerpen und nach Middelburg sowie die Verbesserung der Süßwassergewinnung, den Bau von Erholungsgebieten und die Landgewinnung vor. Er reichte am 3. Oktober 1958 nach Inkrafttreten des Delta-Gesetzes seinen Rücktritt aus gesundheitlichen Gründen ein, da er bereits zuvor im Laufe des Jahres vor seinem Rücktritt aus gesundheitlichen Gründen mehrmals Urlaub nehmen musste. Für seine Verdienste wurde er 1958 zum Großoffizier des Ordens von Oranien-Nassau ernannt.

### Mitglied des Staatsrates und Ämter an Hochschulen
Nach seinem Ausscheiden aus der Regierung wurde Jacob Algera durch Königlichen Erlass vom 28. Oktober 1958 zum Mitglied des Staatsrates (Raad van State) ernannt. Er gehörte diesem Verfassungsorgan zur Beratung der Regierung vom 1. November 1958 bis zu seinem Tode am 8. Dezember 1966 an. Im Staatsrat war er Mitglied der Abteilung für überseeische Angelegenheiten sowie Mitglied der Abteilung für Verwaltungsstreitigkeiten.
Darüber hinaus war er vom 1. Oktober 1960 bis März 1965 Vorsitzender des Verwaltungsrates der Vrije Universiteit Amsterdam und außerdem zwischen Oktober 1960 und dem 8. Dezember 1966 Mitglied des Kuratoriums der Reichsuniversität Groningen. Ihm zu Ehren wurde die Brücke über die Hollandse IJssel in der Nähe des Sturmflutwehrs Krimpen aan den IJssel benannt.

## Weblink
- Mr. J. (Jacob) Algera (Parlement & Politiek) (Memento vom 19. April 2021 im Internet Archive)